# Luchthaven Osj
Internationale Luchthaven Osj (Kirgizisch: Ош эл аралык аэропорту, Osj el aralık aeroportu; Russisch: Международный Аэропорт Ош, Mezhdunarodnyi Aeroport Osj) is de internationale luchthaven nabij de Kirgizische stad Osj. De luchthaven ligt enkele kilometers ten noorden van de stad en twee kilometer ten oosten van de grens met Oezbekistan.
Osj heeft luchtverbindingen met onder meer Bisjkek, Urumqi, Moskou, Novosibirsk en andere steden in Rusland. De luchthaven wordt bediend door          Air Kyrgyzstan, Air Manas, S7 Airlines, Ural Airlines en China Southern Airlines.